# Головченко Василь Іванович
Василь Іванович Головченко (23 квітня 1920 , Старотитарівська  — 17 березня 2014 , Темрюк, Краснодарський край ) — радянський державний діяч, старший механік Старотитарівської МТС, директор радгоспу «Азовський» Темрюцького району Краснодарського краю. Депутат Верховної ради СРСР 4—5-го скликань. Герой Радянського Союзу (24.03.1945). Герой Соціалістичної Праці (20.05.1952).

## Життєпис
Народився в станиці Старотитарівській в селянській родині кубанського козака Івана Никоновича Головченка та козачки Єфимії. Юність провів у селі Стрєлка Темрюцького району, де з 1933 року працював у колгоспі. 1939 року закінчив середню школу та курси трактористів. Працював трактористом у радгоспі «Красная стрєла» Краснодарського краю.
З грудня 1941 року — в Червоній армії, служив у піхоті в Північно-Кавказькому військовому окрузі. Учасник німецько-радянської війни із червня 1942 року. Воював у складі 31-ї мотострілецької бригади на Брянському та Воронезькому фронтах. У боях під Воронежем потрапив до оточення, за місяць разом із полком вийшов до своїх. В одному з наступних боїв був важко поранений в ногу і до квітня 1943 року перебував на лікуванні в госпіталі в місті Новосибірську. Після одужання продовжив службу в одному з полків 56-ї гвардійської стрілецької дивізії. Воював на Західному фронті. У районі міста Гжатськ (нині місто Гагарін Смоленської області) був вдруге поранений у ногу і хребет. Лікувався у шпиталі у місті В'ятські Поляни Кіровської області.
Після одужання в серпні 1944 року закінчив курси механіків-водіїв при Кіровському танковому училищі. З жовтня 1944 року служив механіком-водієм самохідної артилерійської установки 1505-го самохідного артилерійського полку 2-го та 3-го Українських фронтів. Брав участь у боях в Румунії та Угорщині. Старшина Головченко відзначився в ході Будапештської операції 5—7 грудня 1944 року при відбитті контратаки на плацдармі на правому березі річки Дунай біля міста Ерчі, південніше угорської столиці. Екіпаж самохідної артилерійської установки Василя Головченка знищив 2 ворожі танки, 2 протитанкові гармати, 5 кулеметних точок і до 130 військових противника, чим сприяв успіху бою.
Указом Президії Верховної Ради СРСР від 24 березня 1945 року за мужність та героїзм, виявлені в боях із німецько-фашистськими загарбниками, старшині Головченку Василю Івановичу присвоєно звання Героя Радянського Союзу з врученням ордена Леніна та медалі «Золота Зірка».
На завершальному етапі війни брав участь у боях в Чехословаччині та Австрії. Після війни продовжував службу на території Чехословаччини та Угорщини, потім — у Прикарпатському військовому окрузі. У травні 1946 року старшину Василя Головченка демобілізовано.
Повернувся до села Стрєлка Темрюцького району, з 1946 року працював бригадиром тракторної бригади, комбайнером Старотитарівської машинно-тракторної станції (МТС). Член ВКП(б) з 1950 року.
У 1951 році закінчив технікум механізації сільського господарства (нині ліцей № 2) в станиці Ханська (нині Республіки Адигея). У 1951 році, під час канікул у Ханському технікумі, працював комбайнером на полях Кубані та Адигеї. Під час жнив зібрав 1200 тонн пшениці.
Указом Президії Верховної Ради СРСР від 20 травня 1952 року за видатні успіхи у досягненні високих показників при збиранні врожаю, великий внесок у підвищення ефективності виробництва та якості продукції Головченку Василю Івановичу присвоєно звання Героя Соціалістичної Праці з врученням ордена Леніна та золотої медалі «Серп і Молот».
Після закінчення технікуму до 1958 року працював старшим механіком Старотитарівської МТС Темрюцького району Краснодарського краю.
У 1958—1959 роках — старший інженер колгоспу «Ілліч» селища Ілліч Темрюцького району Краснодарського краю.
У 1959—1987 роках — директор виноградарського радгоспу «Азовський» селища Ілліч Темрюцького району Краснодарського краю. Був членом Радянського комітету захисту миру.
На пенсії мешкав у селищі Ілліч Темрюцького району Краснодарського краю.
У 2005 році, постановою глави адміністрації Краснодарського краю, Василь Головченко був нагороджений своєю третьою «Золотою Зіркою» — Зіркою Героя Праці Кубані.
Помер 17 березня 2014 року. Похований біля меморіального комплексу при вході на старий військовий цвинтар міста Темрюк Краснодарського краю.

## Звання
- старшина (1945)

## Нагороди і відзнаки
- Герой Радянського Союзу (24.03.1945)
- Герой Соціалістичної Праці (20.05.1952)
- Герой Праці Кубані (2005)
- чотири ордени Леніна (24.03.1945, 20.05.1952, 30.04.1966, 29.08.1986)
- орден Жовтневої Революції (8.04.1971)
- орден Вітчизняної війни I ст. (6.04.1985)
- орден Вітчизняної війни II ст. (6.11.1944)
- орден Трудового Червоного Прапора (31.10.1957)
- два ордени Червоної Зірки (7.11.1944, 16.12.1944)
- медаль «За відвагу» (12.10.1944)
- медаль «За перемогу над Німеччиною у Великій Вітчизняній війні 1941—1945 рр.» (1945)
- медаль «За трудову доблесть» (21.05.1951)
- медалі
- Почесний громадянин міста Темрюк (Краснодарський край)